# Guerra de Sicília (1296-1302)
La Guerra de Sicília o Guerra de les Vespres Sicilianes fou un llarg conflicte pel domini del Regne de Sicília i el control naval de la Mediterrània que tingué lloc entre els anys 1282 i 1302. Aquest article tracta la segona part de la guerra (1296-1302) entre la Corona d'Aragó i el Regne de Nàpols contra el Regne de Sicília. Per l'article genèric del conflicte, vegeu Guerra de les Vespres Sicilianes.

## Antecedents
Amb el Tractat de Tarascó de 1291, la guerra entre la casa d'Anjou i la Corona d'Aragó va acabar. El germà d'Alfons, Jaume el Just, va heretar la Corona d'Aragó i va unir els dos regnes, el d'Aragó i el de Sicília. El 1295, Jaume va signar el Tractat d'Anagni pel qual va lliurar Sicília al papat, i el papa Bonifaci VIII la va concedir a Carles d'Anjou. El tercer fill de Pere el Gran, Frederic, el regent de Sicília, es va negar a acceptar el tractat –igual que la població siciliana– i el van proclamar rei. Amb això es va renovar la guerra entre la Sicília catalana i el Nàpols angeví, és a dir, entre Frederic i Carles.
El tractat, però, obligava Jaume a entrar en la guerra en ajuda de Carles per a conquerir Sicília, i va enviar la seva flota des de Catalunya per assetjar les costes del seu germà Frederic. Aquest va passar a l'ofensiva ràpidament i va envair Calàbria el 1296: es va apoderar de diverses ciutats, va encoratjar la revolta a Nàpols, va negociar amb els gibel·lins de Toscana i Llombardia i va assistir la casa de Colonna contra el papa.

## Sicília contra Nàpols i Catalunya
Jaume va estar molt serè a l'hora de complir la seva part del Tractat d'Anagni de 1295 i de fer complir la pau: en això va comptar amb el suport de Joan de Pròixida i Roger de Llúria, els homes més hàbils del seu pare. El 4 de juliol de 1299, el mateix Jaume va dirigir la seva flota amb Roger de Llúria i va derrotar el seu germà a la batalla del cap d'Orlando. Mentrestant, els fills de Carles, Robert (que s'havia casat amb la filla de Jaume) i Felip, havien desembarcat a Sicília i havien capturat Catània. Felip es va traslladar a Trapani i la va assetjar, però fou derrotat i capturat per Frederic a la batalla de Falconara. El 14 de juny de 1300, Roger de Llúria va derrotar de nou els sicilians a la batalla de Ponça amb l'exèrcit angeví, i el mateix Frederic va ser capturat a la batalla.
El 1302, Carles de Valois va baixar a Itàlia a instàncies del papa Bonifaci. Va desembarcar a Sicília, però el seu exèrcit va ser devastat per la pesta i obligat a demanar la pau. El 19 d'agost es va signar la Pau de Caltabellotta i Frederic va ser reconegut com a rei de Sicília, amb el títol de rei de Trinàcria. Carles va ser reconegut com a rei de la península, amb el títol de rei de Sicília, normalment convertit pels historiadors com a rei de Nàpols, perquè aquesta era la seva capital. El maig de 1303, el papa va ratificar el tractat i Frederic li va pagar tribut; el matrimoni va ser pactat entre Frederic i Elionor, la filla de Carles II.